# Inundaciones en el Sur de Asia (2007)
Las Inundaciones en el Sur de Asia de 2007 fueron una serie de inundaciones en India, el sur de Pakistán, Nepal, Bután y Bangladés. Las agencias de noticias estimaron la tasa de muertos en 2.000. Adicionalmente, aproximadamente 20 millones de personas ya habían sido desplazadas para el 3 de agosto y para el 10 de agosto, la cifra ascendió a 30 millones. UNICEF declaró que las situación fue "descrita como la peor inundación" en Asia. y la ONU las calificó como las peores en mucho tiempo.

## Trasfondo
B. P. Yadav del Servicio Meteorológico de India reportó que el área había estado sufriendo diluvios en esas áreas por más de 20 días debido a patrones anormales del monzón. Las inundaciones en Pakistán comenzaron durante el Ciclón 03B en junio de 2007. Los estados pakistaníes de Baluchistán y Sind se han visto particularmente afectados. La fusión nival de glaciares del Himalaya incrementaron el caudal del Río Brahmaputra.

## Áreas afectadas

### India

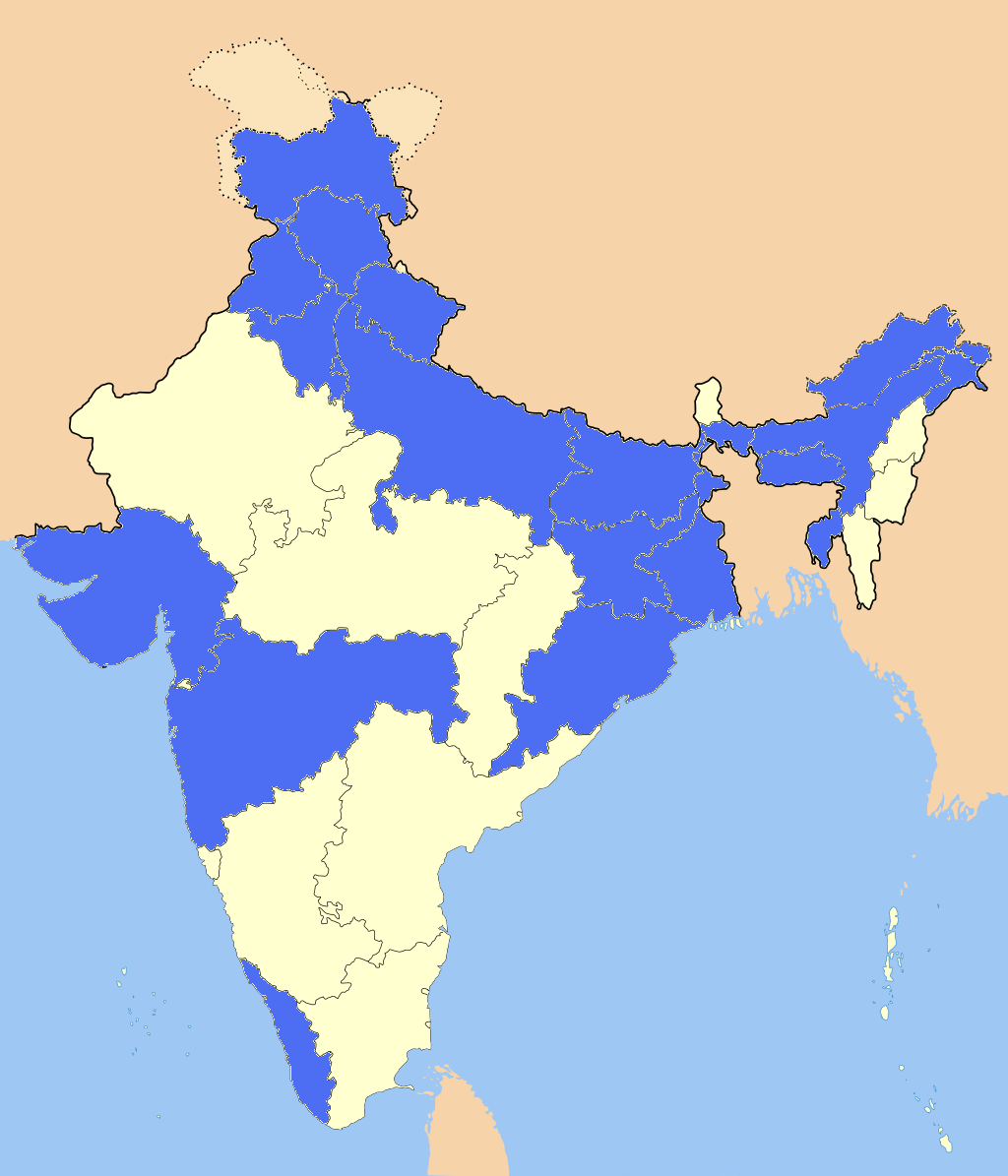
Subdivisiones de India afectadas por las inundaciones.

Al menos 14 millones de personas en India se han tenido que desplazar. En Bombay, muchas calles tenían un nivel de agua que llegaba hasta las rodillas. En Assam, aproximadamente 100.000 personas buscaron refugio en 500 campos del gobierno. Se han perdido millones de dólares en cosechas. 500.000 residente de Assam se han desplazado, y al menos 19 han muerto. El 1 de agosto (2007), un adolescente de Assam fue disparado por un oficial de policía luego de que sobrevivientes de las inundaciones atacaran a un grupo de trabajadores de ayuda.
Bihar y Uttar Pradesh han sido las dos área más afectadas de los estados de India debido a sus altas densidades de población. Al menos 41 personas han muerto en Bihar debido a las inundaciones, y 48 colegialas han quedado aislada en un colegio del distrito de Darbhanga. Helicópteros del ejército repartieron alimentos entre los residentes de Bihar y se han armado 180 campos de refugio. La presidenta Pratibha Patil dio sus condolencias a las familias de quienes perdieron sus vidas.

### Bangladés

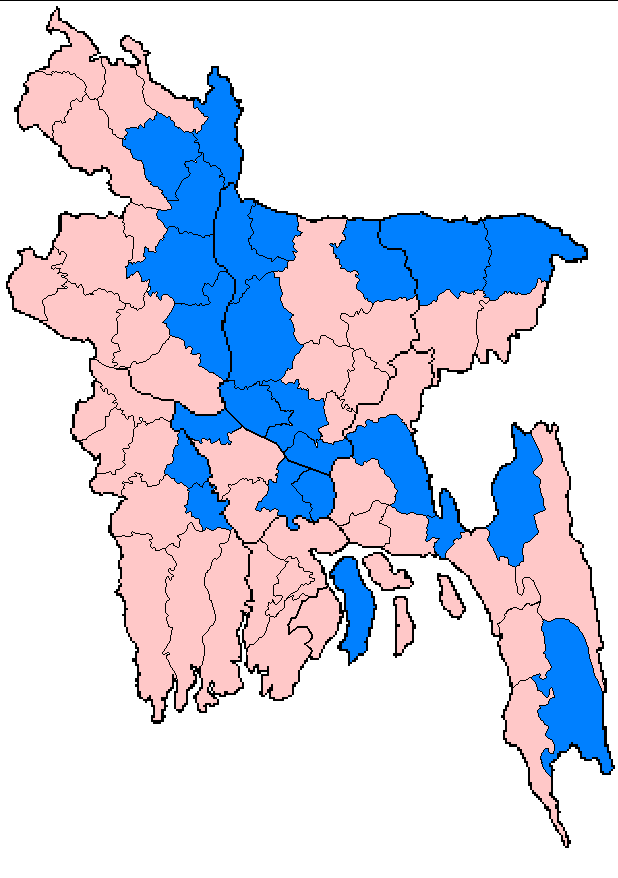
Distritos afectados en Bangladés.

Para el 1 de agosto,los ríos Padma y Brahmaputra habían ascendido, causando inundaciones. El 3 de agosto, la autopista principal que conecta Daca con el resto del país era impasable, y muchos distritos ya se veían afectados al tiempo que 500.000 personas habían sido aisladas. El 7 de agosto, se estimaba que 7,5 millones de personas habían abandonado sus hogares por las inundaciones. Las inundaciones causaron un brote de 50.000 personas que sufrían diarrea y otras enfermedades relacionadas mientras que más de 400.000 personas se asilaban en refugios temporales. El 11 de agosto, la cifra de muertos y de enfermos aumentaba todavía en Bangladés y cerca de 100.000 personas sufrían diarrea o disentería. La tasa de muertos oficial para el 13 de agosto era 405.
Para el 15 de agosto, cinco millones de personas aún se encontraban desplazadas y la cifra de muertos estimada era de 500; todas las divisiones de Bangladés habían sido afectadas.

#### Divisiones afectadas
- Barisal: el Distrito de Bhola fue afectado por las inundaciones el 21 de julio,[16] junto con Feni, Comilla, Khagrachari y Bandarban.[16]
- Dhaka: los distritos en Daca que fueron afectados incluían Daca, Munshiganj, Rajbari, Madaripur, Shariatpur, Manikganj, Netrakona, Jamalpur y Tangail.[16]
- Khulna: los distritos afectados en Khula incluían Narail y Magura para el 21 de julio.[16]
- Rajshahi: distritos damnificados fueron los de Sirajganj, Rangpur, Gaibandha, Bogra y Kurigram.[16]
- Sylhet: para el 21 de julio, los distritos afectados eran  Sylhet, Sunamganj y Sherpur.[16]

### Nepal

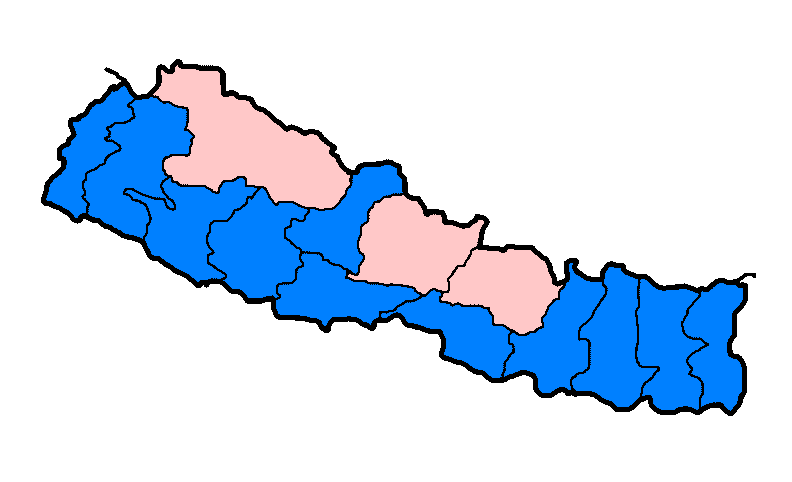
Zonas de Nepal afectadas.

En Nepal han muerto 84 personas por las inundaciones y en consecuencia de esto, deslizamientos de tierra. Al menos 9.700 familias han sido desplazadas. 28 de los 75 distritos del país se han visto afectados. Oficiales de Nepal están preocupados además por la plaga de enfermedades debidas al estancamiento de agua.
rrrrerere

### Bután

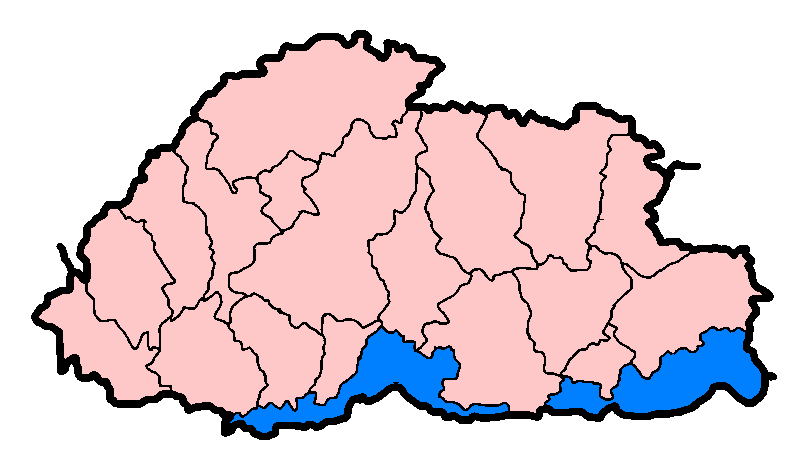
Subdivisiones de Bután afectadas.

En Bután, la lluvia ha causado deslizamientos de tierra en el país, interrumpiendo las vías de transporte principales.

### Pakistán

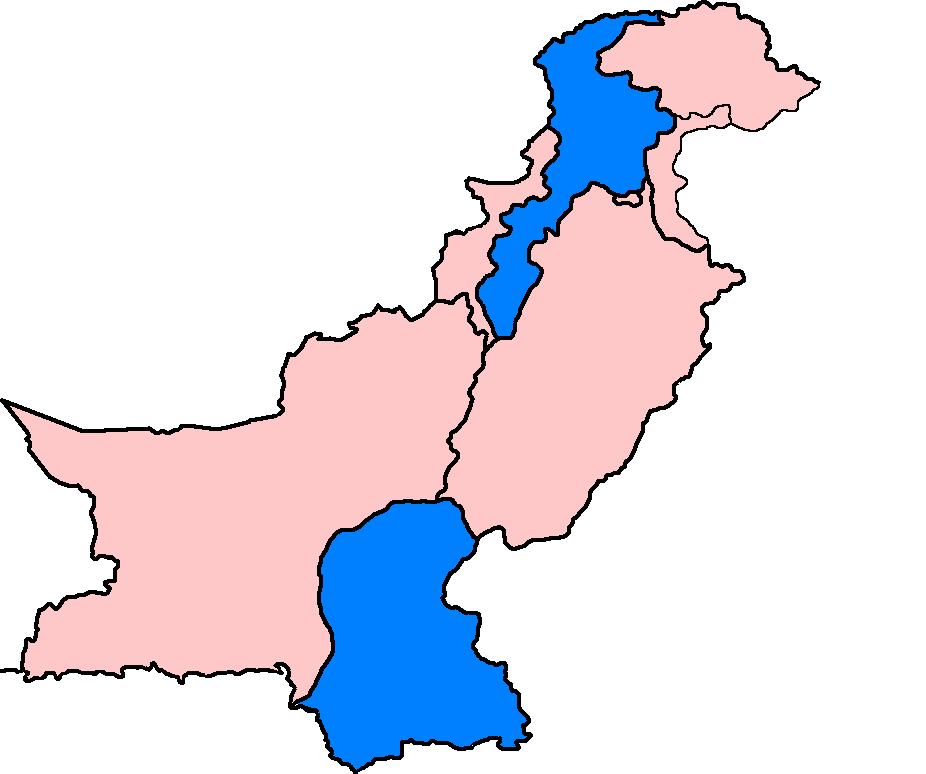
Subdivisiones de Pakistán afectadas por las inundaciones (marcadas en azul).

El 11 de agosto, las inundaciones ya habían causado 28 muertes en Sindh por accidentes relacionados con las fuertes lluvias. El 12 de agosto, las inundaciones afectabas los poblados del sur del país. El Distrito de Kohistan en la Frontera Noroeste fue afectada por las inundaciones el 12 de agosto.

## Respuesta internacional
Para el 15 de agosto, varias ONGs, con contribuciones de los gobiernos, estaban colaborando en la ayuda humanitaria brindada. Estas organizaciones incluían: Malteser International, 
Deutsche Welthungerhilfe, 
Direct Relief International, 
World Concern,  
Islamic Relief, 
Church World Service, 
International Save the Children Alliance,
Lutheran World Relief,
Medical Teams International, 
Care International, 
Catholic Relief Services, 
British Red Cross Society, 
World Vision, 
Diakonie Emergency Aid, 
David McAntony Gibson Foundation, 
Caritas Internationalis,
Action by Churches Together (ACT),
Adventist Development and Relief Agency (ADRA),
Baptist World Aid (BWAid),
Mercy Corps,
y muchas otras.